# Johannis-Käferln
Johannis-Käferln ist ein Walzer von Johann Strauss (Sohn) (op. 82). Das Werk wurde am 28. Juli 1850 im Zögernitz Kasino in Oberdöbling (Wien) erstmals aufgeführt.

## Einzelnachweis
1. ↑  Quelle: Englische Version des Booklets (Seite 60) in der 52 CDs umfassenden Gesamtausgabe der Orchesterwerke von Johann Strauß (Sohn), Hrsg. Naxos (Label). Das Werk ist als erster Titel auf der 21. CD zu hören.